# Azzone Visconti

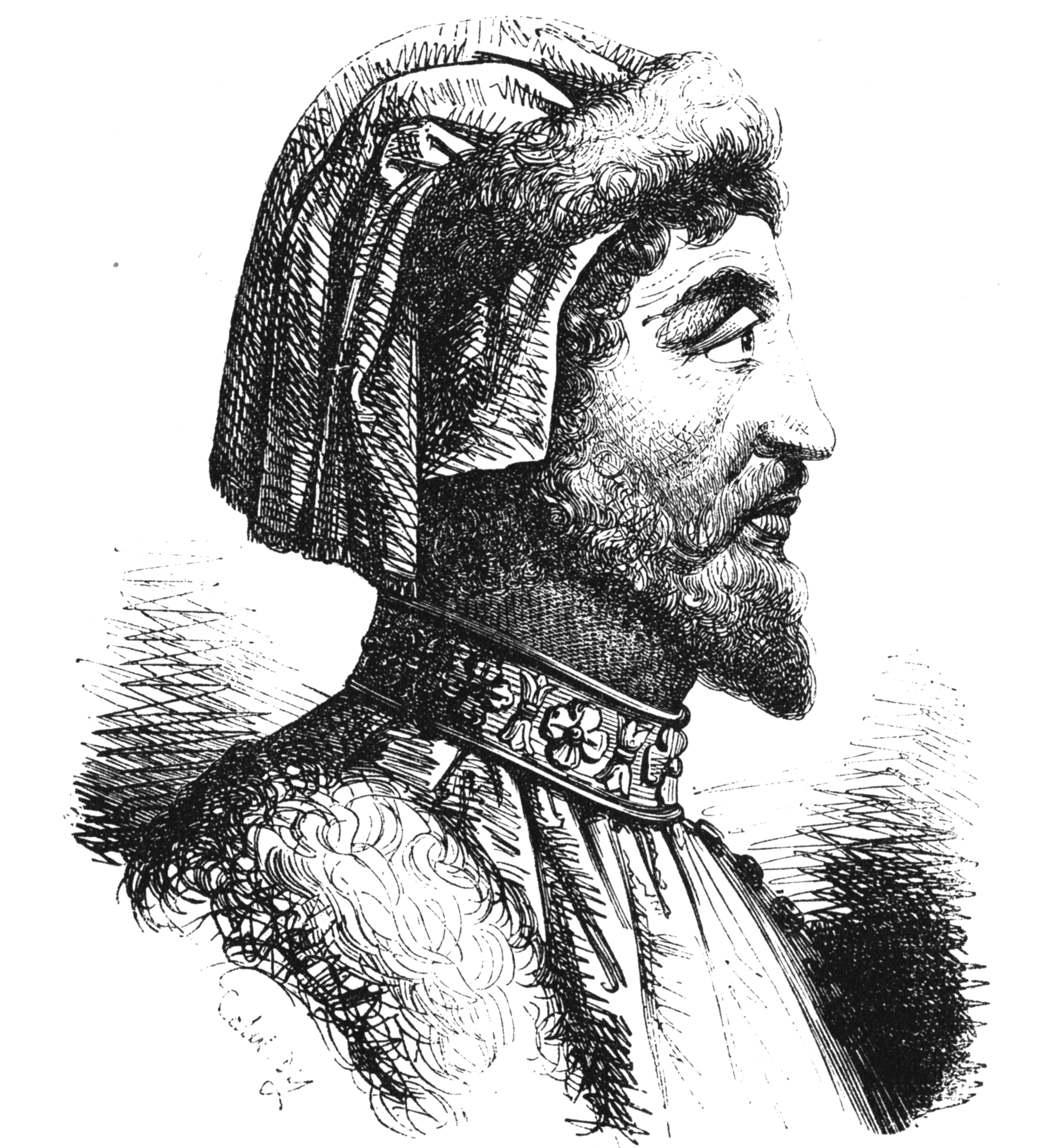
Azzone Visconti según un grabado del

Azzone Visconti (Ferrara, 7 de diciembre de 1302 - Milán, 16 de agosto de 1339) fue Señor de Milán desde 1329 hasta su muerte. Es considerado el fundador del Estado de Milán que con el tiempo se convertiría en el Ducado de Milán.

## Biografía
Nació en Ferrara y fue el único hijo varón de Galeazzo I Visconti y Beatriz d'Este. En 1322 se convirtió en el señor de Piacenza, pero ese mismo año se vio obligado a huir junto con su padre. En 1325 tomó parte en la victoriosa Batalla de Altopascio contra los güelfos. Fue hecho prisionero en la infame prisión de la fortaleza de Monza.
Para afianzar su posición como Señor de Milán, en 1329 compró el título de vicario imperial de Milán por 60.000 (o 125.000) florines al emperador Luis IV, en oposición a los dictados del Papa, quien reclamaba el derecho de realizar estos nombramientos. Azzone pagó solo 12.000 florines de la cantidad total prometida aprovechándose del carácter débil de Luis IV, quien fue incapaz de forzar a Azzone a pagar el resto. Por estas fechas comenzaron a correr rumores de que había sido uno de los asesinos de su tío Marco, pero nunca se pudo probar nada. En 1330 expiró la amenaza de excomunión que había caído sobre toda la familia Visconti desde los tiempos de su abuelo Mateo, y el 15 de marzo fue nombrado Señor vitalicio de Milán.
En 1331, el hijo de Juan I de Bohemia (y futuro emperador como Carlos IV) estuvo a punto de morir envenenado en un banquete en Pavía. De nuevo, Azzone fue el principal sospechoso. En agosto de ese mismo año se alió con Teodoro I, marqués de Montferrato, contra el rey Roberto I de Nápoles, con la intención de apoderarse de las posesiones de este en el noroeste de Italia. En 1332 también conquistó Bérgamo y Pizzighettone, continuando en 1335 con la toma de Lodi, Crema, Vercelli, Cremona y otros territorios de Lombardía que habían sido cedidos a los Estados Pontificios por sus anteriores dueños.
Durante la guerra de Venecia contra Verona, apoyó a Venecia, lo que le hizo enemistarse profundamente con la familia della Scala, que gobernaba en Verona. Para vengarse, el señor de Verona incitó a un Visconti, Lodrisio a hacerse con el Señorío de Milán, y este acudió con un ejército mercenario a plantar cara a Azzone. Este no pudo acudir a la batalla porque se lo impedía un terrible ataque de gota, pero en su lugar fue su tío Luchino, el cual acabó vencedor de la importante batalla de Parabiago (20 de febrero de 1339); que supuso una importante victoria y el final del problema sucesorio que representaba Lodrisio, quien fue capturado y encarcelado en el castillo de San Colombano al Lambro.
Murió en 1339 por un ataque de gota, siendo enterrado en la iglesia de San Gotardo de Milán, que él mismo había mandado construir años antes. No tuvo ningún descendiente varón, y siguiendo los usos de la época, su única heredera, una mujer, ni siquiera fue tenida en cuenta en el orden sucesorio. Fue recordado por sus importantes obras arquitectónicas para embellecer Milán y otras ciudades lombardas. Fue legalmente sucedido por sus tíos paternos Luis Visconti y Juan Visconti como co-señores de Milán, al mismo tiempo hijos de Mateo I Visconti.

## Matrimonio y descendencia
Se casó con Catalina de Saboya-Vaud (1324-1388) hija de Luis II de Saboya-Vaud, Barón de Vaud. El matrimonio no tuvo descendencia.
Sólo se le conoce una hija extramatrimonial, Luisina.